# Arnold Halbach
Arnold Halbach (* 3. Juli 1787 in Müngsten bei Remscheid; † 16. Mai 1860 in Baden-Baden) war preußischer Konsul in Philadelphia. 
Er war der Sohn von Johann Arnold Halbach und gründete im Auftrag seiner Familie im Jahre 1810 ein Hammerwerk in Amerika, um Stahl für die dortige Produktion von Flintenläufen zu liefern. Das Unternehmen „Johann und Caspar Halbach und Söhne“ musste das Werk 1828 schließen.
Bis zum Jahr 1838 nahm er noch die Geschäfte als Konsul war. Ab 1840 lebte er mit seiner Frau Johanna Karoline Mathilde Bohlen (1800–1882) in Baden-Baden. Zusammen sind sie die Stammeltern des Geschlechts von Bohlen und Halbach. Die Tochter Mathilde Halbach, eine Ururgroßmutter der niederländischen Königin Beatrix, starb im Alter von 24 Jahren. Der Sohn Gustav von Bohlen und Halbach trat später ebenfalls in diplomatische Dienste.